# Seznam mistrů světa silničních motocyklů
Seznam mistrů světa v závodech silničních motocyklů, kteří zvítězili v Mistrovství světa silničních motocyklů v kategorii 50 cm³, 80 cm³, 125 cm³, 250 cm³, 350 cm³, 500 cm³, Moto 3, Moto2, MotoGP a MotoE.

## Po sezonách
| Sezona | 500 cm³ (1949–2001) MotoGP (od 2002) | 350 cm³ (1949–1982)            | 250 cm³ (1949–2009) Moto2 (od 2010) | 125 cm³ (1949–2011) Moto3 (od 2012) | 50 cm³ (1962–1983) 80 cm³ (1984–1989) | MotoE (od 2023) |
| ------ | ------------------------------------ | ------------------------------ | ----------------------------------- | ----------------------------------- | ------------------------------------- | --------------- |
| 2024   | Jorge Martin (Ducati)                | nekoná se                      | Ai Ogura (Boscoscuro)               | David Alonso (CF Moto)              | nekoná se                             | Héctor Garzó    |
| 2023   | Francesco Bagnaia (Ducati)           | nekoná se                      | Pedro Acosta (Kalex)                | Jaume Masià (Honda)                 | nekoná se                             | Mattia Casadei  |
| 2022   | Francesco Bagnaia (Ducati)           | nekoná se                      | Augusto Fernández (Kalex)           | Izan Guevara (Gas Gas)              | nekoná se                             | nekonalo se     |
| 2021   | Fabio Quartararo (Yamaha)            | nekoná se                      | Remy Gardner (Kalex)                | Pedro Acosta (KTM)                  | nekoná se                             | nekonalo se     |
| 2020   | Joan Mir (Suzuki)                    | nekoná se                      | Enea Bastianini (Kalex)             | Albert Arenas (KTM)                 | nekoná se                             | nekonalo se     |
| 2019   | Marc Márquez (Honda)                 | nekoná se                      | Álex Márquez (Kalex)                | Lorenzo Dalla Porta (Honda)         | nekoná se                             | nekonalo se     |
| 2018   | Marc Márquez (Honda)                 | nekoná se                      | Francesco Bagnaia (Kalex)           | Jorge Martín (Honda)                | nekoná se                             | nekonalo se     |
| 2017   | Marc Márquez (Honda)                 | nekoná se                      | Franco Morbidelli (Kalex)           | Joan Mir (Honda)                    | nekoná se                             | nekonalo se     |
| 2016   | Marc Márquez (Honda)                 | nekoná se                      | Johann Zarco (Kalex)                | Brad Binder (KTM)                   | nekoná se                             | nekonalo se     |
| 2015   | Jorge Lorenzo (Yamaha)               | nekoná se                      | Johann Zarco (Kalex)                | Danny Kent (Honda)                  | nekoná se                             | nekonalo se     |
| 2014   | Marc Márquez (Honda)                 | nekoná se                      | Esteve Rabat (Kalex)                | Álex Márquez (Honda)                | nekoná se                             | nekonalo se     |
| 2013   | Marc Márquez (Honda)                 | nekoná se                      | Pol Espargaro (Kalex)               | Maverick Viňales (KTM)              | nekoná se                             | nekonalo se     |
| 2012   | Jorge Lorenzo (Yamaha)               | nekoná se                      | Marc Márquez (Suter (motocykl))     | Sandro Cortese (KTM)                | nekoná se                             | nekonalo se     |
| 2011   | Casey Stoner (Honda)                 | nekoná se                      | Stefan Bradl (Kalex)                | Nicolás Terol (Aprilia)             | nekoná se                             | nekonalo se     |
| 2010   | Jorge Lorenzo (Yamaha)               | nekoná se                      | Toni Elias (Moriwaki)               | Marc Márquez (Derbi)                | nekoná se                             | nekonalo se     |
| 2009   | Valentino Rossi (Yamaha)             | nekoná se                      | Hiroši Aojama (Honda)               | Julián Simon (Aprilia)              | nekoná se                             | nekonalo se     |
| 2008   | Valentino Rossi (Yamaha)             | nekoná se                      | Marco Simoncelli (Gilera)           | Mike di Meglio (Derbi)              | nekoná se                             | nekonalo se     |
| 2007   | Casey Stoner (Ducati)                | nekoná se                      | Jorge Lorenzo (Aprilia)             | Gábor Talmácsi (Aprilia)            | nekoná se                             | nekonalo se     |
| 2006   | Nicky Hayden (Honda)                 | nekoná se                      | Jorge Lorenzo (Aprilia)             | Alvaro Bautista (Aprilia)           | nekoná se                             | nekonalo se     |
| 2005   | Valentino Rossi (Yamaha)             | nekoná se                      | Dani Pedrosa (Honda)                | Thomas Luthi (Honda)                | nekoná se                             | nekonalo se     |
| 2004   | Valentino Rossi (Yamaha)             | nekoná se                      | Dani Pedrosa (Honda)                | Andrea Dovizioso (Honda)            | nekoná se                             | nekonalo se     |
| 2003   | Valentino Rossi (Honda)              | nekoná se                      | Manuel Poggiali (Aprilia)           | Dani Pedrosa (Honda)                | nekoná se                             | nekonalo se     |
| 2002   | Valentino Rossi (Honda)              | nekoná se                      | Marco Melandri (Aprilia)            | Arnaud Vincent (Aprilia)            | nekoná se                             | nekonalo se     |
| 2001   | Valentino Rossi (Honda)              | nekoná se                      | Daidžiro Kato (Honda)               | Manuel Poggiali (Gilera)            | nekoná se                             | nekonalo se     |
| 2000   | Kenny Roberts Jr (Suzuki)            | nekoná se                      | Olivier Jacque (Yamaha)             | Roberto Locatelli (Aprilia)         | nekoná se                             | nekonalo se     |
| 1999   | Alex Criville (Honda)                | nekoná se                      | Valentino Rossi (Aprilia)           | Emilio Alzamora (Honda)             | nekoná se                             | nekonalo se     |
| 1998   | Michael Doohan (Honda)               | nekoná se                      | Loris Capirossi (Aprilia)           | Kazuto Sakata (Aprilia)             | nekoná se                             | nekonalo se     |
| 1997   | Michael Doohan (Honda)               | nekoná se                      | Max Biaggi (Honda)                  | Valentino Rossi (Aprilia)           | nekoná se                             | nekonalo se     |
| 1996   | Michael Doohan (Honda)               | nekoná se                      | Max Biaggi (Aprilia)                | Haručika Aoki (Honda)               | nekoná se                             | nekonalo se     |
| 1995   | Michael Doohan (Honda)               | nekoná se                      | Max Biaggi (Aprilia)                | Haručika Aoki (Honda)               | nekoná se                             | nekonalo se     |
| 1994   | Michael Doohan (Honda)               | nekoná se                      | Max Biaggi (Aprilia)                | Kazuto Sakata (Aprilia)             | nekoná se                             | nekonalo se     |
| 1993   | Kevin Schwantz (Suzuki)              | nekoná se                      | Tecuja Harada (Yamaha)              | Dirk Raudies (Honda)                | nekoná se                             | nekonalo se     |
| 1992   | Wayne Rainey (Yamaha)                | nekoná se                      | Luca Cadalora (Honda)               | Alessandro Gramigni (Aprilia)       | nekoná se                             | nekonalo se     |
| 1991   | Wayne Rainey (Yamaha)                | nekoná se                      | Luca Cadalora (Honda)               | Loris Capirossi (Honda)             | nekoná se                             | nekonalo se     |
| 1990   | Wayne Rainey (Yamaha)                | nekoná se                      | John Kocinski (Yamaha)              | Loris Capirossi (Honda)             | nekoná se                             | nekonalo se     |
| 1989   | Eddie Lawson (Honda)                 | nekoná se                      | Sito Pons (Honda)                   | Alex Criville (Cobbas)              | Manuel Herreros (Derbi)               | nekonalo se     |
| 1988   | Eddie Lawson (Yamaha)                | nekoná se                      | Sito Pons (Honda)                   | Jorge Martínez (Derbi)              | Jorge Martínez (Derbi)                | nekonalo se     |
| 1987   | Wayne Gardner (Honda)                | nekoná se                      | Anton Mang (Honda)                  | Fausto Gresini (Garelli)            | Jorge Martínez (Derbi)                | nekonalo se     |
| 1986   | Eddie Lawson (Yamaha)                | nekoná se                      | Carlos Lavado (Yamaha)              | Luca Cadalora (Garelli)             | Jorge Martínez (Derbi)                | nekonalo se     |
| 1985   | Freddie Spencer (Honda)              | nekoná se                      | Freddie Spencer (Honda)             | Fausto Gresini (Garelli)            | Stefan Dörflinger (Krauser)           | nekonalo se     |
| 1984   | Eddie Lawson (Yamaha)                | nekoná se                      | Christian Sarron (Yamaha)           | Ángel Nieto (Garelli)               | Stefan Dörflinger (Zündapp)           | nekonalo se     |
| 1983   | Freddie Spencer (Honda)              | nekoná se                      | Carlos Lavado (Yamaha)              | Ángel Nieto (Garelli)               | Stefan Dörflinger (Krauser)           | nekonalo se     |
| 1982   | Franco Uncini (Suzuki)               | Anton Mang (Kawasaki)          | Jean-Louis Tournadre (Yamaha)       | Ángel Nieto (Garelli)               | Stefan Dörflinger (Kreidler)          | nekonalo se     |
| 1981   | Marco Lucchinelli (Suzuki)           | Anton Mang (Kawasaki)          | Anton Mang (Kawasaki)               | Ángel Nieto (Minarelli)             | Ricardo Tormo (Motul-Bultaco)         | nekonalo se     |
| 1980   | Kenny Roberts (Yamaha)               | Jon Ekerold (Yamaha)           | Anton Mang (Kawasaki)               | Pier Paolo Bianchi (MBA)            | Eugenio Lazzarini (Kreidler-Van Veen) | nekonalo se     |
| 1979   | Kenny Roberts (Yamaha)               | Kork Ballington (Kawasaki)     | Kork Ballington (Kawasaki)          | Ángel Nieto (Minarelli)             | Eugenio Lazzarini (Kreidler)          | nekonalo se     |
| 1978   | Kenny Roberts (Yamaha)               | Kork Ballington (Kawasaki)     | Kork Ballington (Kawasaki)          | Eugenio Lazzarini (MBA)             | Ricardo Tormo (Bultaco)               | nekonalo se     |
| 1977   | Barry Sheene (Suzuki)                | Takazumi Katajama (Yamaha)     | Mario Lega (Morbidelli)             | Pier Paolo Bianchi (Morbidelli)     | Ángel Nieto (Bultaco)                 | nekonalo se     |
| 1976   | Barry Sheene (Suzuki)                | Walter Villa (Harley-Davidson) | Walter Villa (Harley-Davidson)      | Pier Paolo Bianchi (Morbidelli)     | Ángel Nieto (Bultaco)                 | nekonalo se     |
| 1975   | Giacomo Agostini (Yamaha)            | Johnny Cecotto (Yamaha)        | Walter Villa (Harley-Davidson)      | Paolo Pileri (Morbidelli)           | Ángel Nieto (Kreidler)                | nekonalo se     |
| 1974   | Phil Read (MV Agusta)                | Giacomo Agostini (Yamaha)      | Walter Villa (Harley-Davidson)      | Kent Andersson (Yamaha)             | Henk van Kessel (Kreidler-Van Veen)   | nekonalo se     |
| 1973   | Phil Read (MV Agusta)                | Giacomo Agostini (MV Agusta)   | Dieter Braun (Yamaha)               | Kent Andersson (Yamaha)             | Jan De Vries (Kreidler)               | nekonalo se     |
| 1972   | Giacomo Agostini (MV Agusta)         | Giacomo Agostini (MV Agusta)   | Jarno Saarinen (Yamaha)             | Ángel Nieto (Derbi)                 | Ángel Nieto (Derbi)                   | nekonalo se     |
| 1971   | Giacomo Agostini (MV Agusta)         | Giacomo Agostini (MV Agusta)   | Phil Read (Yamaha)                  | Ángel Nieto (Derbi)                 | Jan De Vries (Kreidler)               | nekonalo se     |
| 1970   | Giacomo Agostini (MV Agusta)         | Giacomo Agostini (MV Agusta)   | Rodney Gould (Yamaha)               | Dieter Braun (Suzuki)               | Ángel Nieto (Derbi)                   | nekonalo se     |
| 1969   | Giacomo Agostini (MV Agusta)         | Giacomo Agostini (MV Agusta)   | Kel Carruthers (Benelli)            | Dave Simmonds (Kawasaki)            | Ángel Nieto (Derbi)                   | nekonalo se     |
| 1968   | Giacomo Agostini (MV Agusta)         | Giacomo Agostini (MV Agusta)   | Phil Read (Yamaha)                  | Phil Read (Yamaha)                  | Hans-Georg Anscheidt (Suzuki)         | nekonalo se     |
| 1967   | Giacomo Agostini (MV Agusta)         | Mike Hailwood (Honda)          | Mike Hailwood (Honda)               | Bill Ivy (Yamaha)                   | Hans-Georg Anscheidt (Suzuki)         | nekonalo se     |
| 1966   | Giacomo Agostini (MV Agusta)         | Mike Hailwood (Honda)          | Mike Hailwood (Honda)               | Luigi Taveri (Honda)                | Hans-Georg Anscheidt (Suzuki)         | nekonalo se     |
| 1965   | Mike Hailwood (MV Agusta)            | Jim Redman (Honda)             | Phil Read (Yamaha)                  | Hugh Anderson (Suzuki)              | Ralph Bryans (Honda)                  | nekonalo se     |
| 1964   | Mike Hailwood (MV Agusta)            | Jim Redman (Honda)             | Phil Read (Yamaha)                  | Luigi Taveri (Honda)                | Hugh Anderson (Suzuki)                | nekonalo se     |
| 1963   | Mike Hailwood (MV Agusta)            | Jim Redman (Honda)             | Jim Redman (Honda)                  | Hugh Anderson (Suzuki)              | Hugh Anderson (Suzuki)                | nekonalo se     |
| 1962   | Mike Hailwood (MV Agusta)            | Jim Redman (Honda)             | Jim Redman (Honda)                  | Luigi Taveri (Honda)                | Ernst Degner (Suzuki)                 | nekonalo se     |
| 1961   | Gary Hocking (MV Agusta)             | Gary Hocking (MV Agusta)       | Mike Hailwood (Honda)               | Tom Phillis (Honda)                 | nekonalo se                           | nekonalo se     |
| 1960   | John Surtees (MV Agusta)             | John Surtees (MV Agusta)       | Carlo Ubbiali (MV Agusta)           | Carlo Ubbiali (MV Agusta)           | nekonalo se                           | nekonalo se     |
| 1959   | John Surtees (MV Agusta)             | John Surtees (MV Agusta)       | Carlo Ubbiali (MV Agusta)           | Carlo Ubbiali (MV Agusta)           | nekonalo se                           | nekonalo se     |
| 1958   | John Surtees (MV Agusta)             | John Surtees (MV Agusta)       | Tarquinio Provini (MV Agusta)       | Carlo Ubbiali (MV Agusta)           | nekonalo se                           | nekonalo se     |
| 1957   | Libero Liberati (Gilera)             | Keith Campbell (Moto Guzzi)    | Cecil Sandford (Mondial)            | Tarquinio Provini (Mondial)         | nekonalo se                           | nekonalo se     |
| 1956   | John Surtees (MV Agusta)             | Bill Lomas (Moto Guzzi)        | Carlo Ubbiali (MV Agusta)           | Carlo Ubbiali (MV Agusta)           | nekonalo se                           | nekonalo se     |
| 1955   | Geoff Duke (Gilera)                  | Bill Lomas (Moto Guzzi)        | Hermann Paul Müller (NSU)           | Carlo Ubbiali (MV Agusta)           | nekonalo se                           | nekonalo se     |
| 1954   | Geoff Duke (Gilera)                  | Fergus Anderson (Moto Guzzi)   | Werner Haas (NSU)                   | Rupert Hollaus (NSU)                | nekonalo se                           | nekonalo se     |
| 1953   | Geoff Duke (Gilera)                  | Fergus Anderson (Moto Guzzi)   | Werner Haas (NSU)                   | Werner Haas (NSU)                   | nekonalo se                           | nekonalo se     |
| 1952   | Umberto Masetti (Gilera)             | Geoff Duke (Norton)            | Enrico Lorenzetti (Moto Guzzi)      | Cecil Sandford (MV Agusta)          | nekonalo se                           | nekonalo se     |
| 1951   | Geoff Duke (Norton)                  | Geoff Duke (Norton)            | Bruno Ruffo (Moto Guzzi)            | Carlo Ubbiali (Mondial)             | nekonalo se                           | nekonalo se     |
| 1950   | Umberto Masetti (Gilera)             | Bob Foster (Velocette)         | Dario Ambrosini (Benelli)           | Bruno Ruffo (Mondial)               | nekonalo se                           | nekonalo se     |
| 1949   | Leslie Graham (AJS)                  | Freddie Frith (Velocette)      | Bruno Ruffo (Moto Guzzi)            | Nello Pagani (Mondial)              | nekonalo se                           | nekonalo se     |

## Po sezonách (1949–2012)

### Nejvíce titulů
| Jezdec            | MotoGP | 500cm³ | 350cm³ | 250cm³ | 125cm³ | 80cm³ | 50cm³ | MotoE | Celkem |
| ----------------- | ------ | ------ | ------ | ------ | ------ | ----- | ----- | ----- | ------ |
| Giacomo Agostini  |        | 8×     | 7×     |        |        |       |       |       | 15     |
| Ángel Nieto       |        |        |        |        | 7×     |       | 6×    |       | 13     |
| Mike Hailwood     |        | 4×     | 2×     | 3×     |        |       |       |       | 9      |
| Carlo Ubbiali     |        |        | 3×     |        | 6×     |       |       |       | 9      |
| Valentino Rossi   | 6×     | 1×     |        | 1×     | 1×     |       |       |       | 9      |
| Phil Read         |        | 2×     |        | 4×     | 1×     |       |       |       | 7      |
| John Surtees      |        | 4×     | 3×     |        |        |       |       |       | 7      |
| Geoffrey Duke     |        | 4×     | 2×     |        |        |       |       |       | 6      |
| Jim Redman        |        |        | 4×     | 2×     |        |       |       |       | 6      |
| Michael Doohan    |        | 5×     |        |        |        |       |       |       | 5      |
| Anton Mang        |        |        | 2×     | 3×     |        |       |       |       | 5      |
| Jorge Lorenzo     | 2×     |        |        | 2×     |        |       |       |       | 4      |
| Hugh Anderson     |        |        |        |        | 2×     |       | 2×    |       | 4      |
| Kork Ballington   |        |        | 2×     | 2×     |        |       |       |       | 4      |
| Max Biaggi        |        |        |        | 4×     |        |       |       |       | 4      |
| Stefan Dörflinger |        |        |        |        |        | 2×    | 2×    |       | 4      |
| Eddie Lawson      |        | 4×     |        |        |        |       |       |       | 4      |
| Jorge Martinez    |        |        |        |        | 1×     | 3×    |       |       | 4      |
| Walter Villa      |        |        | 1×     | 3×     |        |       |       |       | 4      |

## Podle národnosti (1949–2010)
| Stát                   | 500 cm³ /MotoGP | 350 cm³ | 250 cm³ /Moto2 | 125 cm³ | 50 cm³ /80 cm³ | Celkem |
| ---------------------- | --------------- | ------- | -------------- | ------- | -------------- | ------ |
| Itálie                 | 20              | 8       | 22             | 23      | 2              | 75     |
| Velká Británie         | 17              | 13      | 9              | 4       | 1              | 44     |
| Španělsko              | 2               |         | 7              | 14      | 12             | 35     |
| USA                    | 15              |         | 2              |         |                | 17     |
| Německo                |                 | 2       | 7              | 3       | 4              | 16     |
| Austrálie              | 7               | 1       | 1              | 3       | 2              | 14     |
| Zimbabwe dříve Rodézie | 1               | 5       | 2              |         |                | 8      |
| Švýcarsko              |                 |         |                | 4       | 4              | 8      |
| Japonsko               |                 | 1       | 3              | 4       |                | 8      |
| Jižní Afrika           |                 | 3       | 2              |         |                | 5      |
| Francie                |                 |         | 3              | 2       |                | 5      |
| Venezuela              |                 | 1       | 2              |         |                | 3      |
| Nizozemsko             |                 |         |                |         | 3              | 3      |
| San Marino             |                 |         | 1              | 1       |                | 2      |
| Švédsko                |                 |         |                | 2       |                | 2      |
| Finsko                 |                 |         | 1              |         |                | 1      |
| Rakousko               |                 |         |                | 1       |                | 1      |
| Maďarsko               |                 |         |                | 1       |                | 1      |
| Celkem                 | 61              | 34      | 61             | 61      | 30             | 247    |